# Hiki
Hiki（ひき）はRubyで書かれたWikiクローンの一つ。CGIを利用しWebサーバと連携して動く。たけうちひとしによって製作され、現在はHiki開発チームによって開発が進められている。テーブルの記述がMediaWikiより簡単だったり、日記システムtDiaryのテーマが使えたり、ERB（埋め込みRuby）を使用した柔軟な出力ができることが特徴である。